# (5873) Archiloque
(5873) Archiloque, désignation internationale (5873) Archilochos, est un astéroïde de la ceinture principale.

## Description
(5873) Archiloque est un astéroïde de la ceinture principale. Il fut découvert par Eric Walter Elst le 26 septembre 1989 à La Silla. Il présente une orbite caractérisée par un demi-grand axe de 2,19 UA, une excentricité de 0,186 et une inclinaison de 4,789° par rapport à l'écliptique.
Il fut nommé en hommage à Archiloque, né à Paros en 712 av. J.-C., poète élégiaque grec.

## Compléments